# Comostolopsis viridicilia
Comostolopsis viridicilia là một loài bướm đêm trong họ Geometridae.